# Leapmotor B01

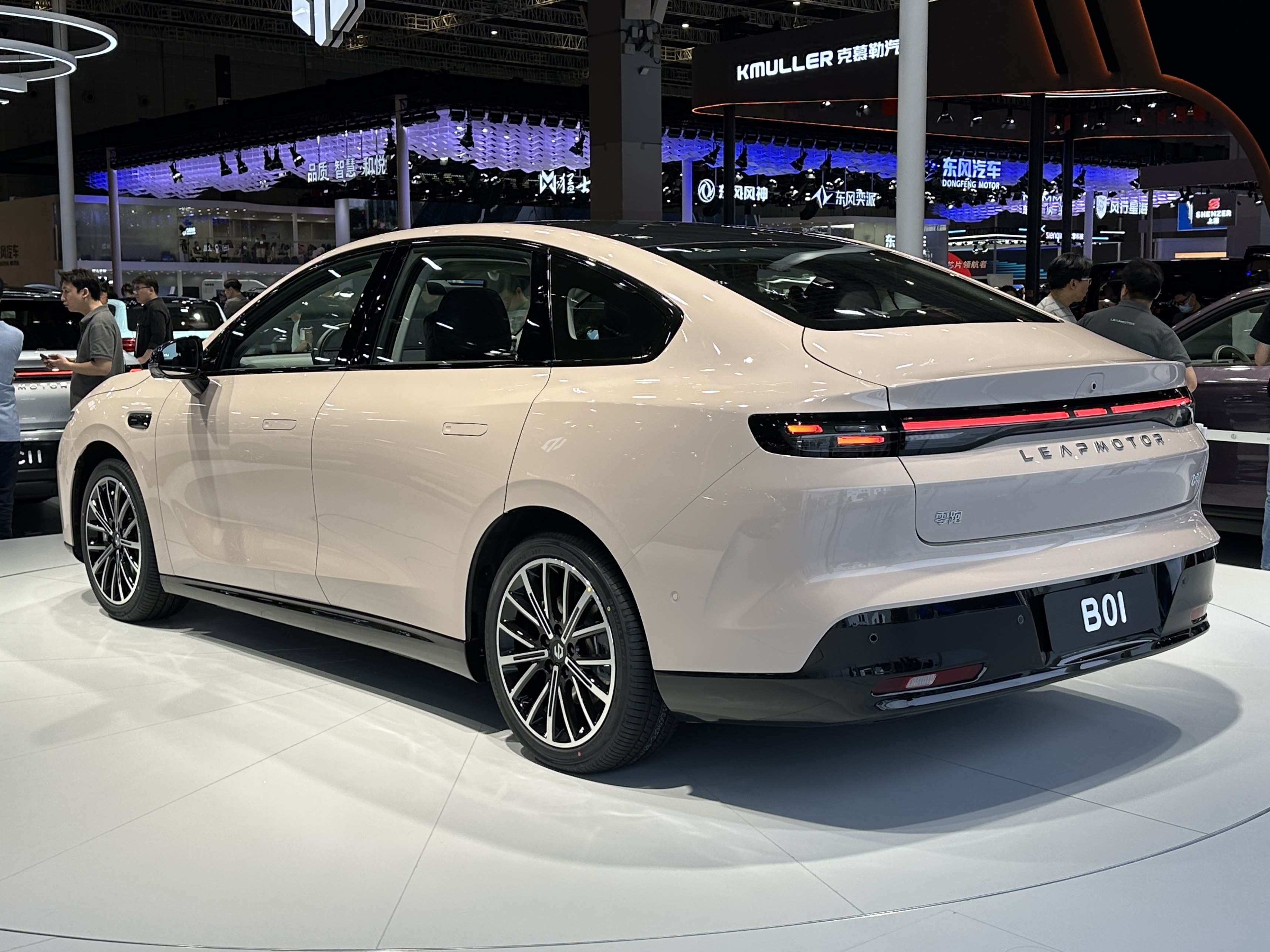
Вид сзади

Leapmotor B01 (кит. 零跑B01; пиньинь: Língpǎo B01) — компактный электромобиль, представленный в 2025 году китайской компанией Leapmotor.

## Описание
B01 дебютировал в апреле 2025 года на Шанхайском автосалоне. После B10, это второй автомобиль Leapmotor серии B.
B01, равно как и B10, базируется на платформе LEAP 3.5. Язык дизайна — Gravity Field.
Leapmotor B01, как и другие модели Leapmotor, имеет разделённые фары, трёхполосные дневные ходовые огни, выдвижные дверные ручки, 18-дюймовые легкосплавные колёсные диски и соединённые полосой задние фонари. В салоне имеются 14,6-дюймовый сенсорный экран с разрешением 2,5K и 8,8-дюймовый цифровой кластер, поддерживающий беспроводные обновления. Сенсорный экран работает на чипах Qualcomm Snapdragon 8155 (на многих моделях) и Snapdragon 8295 (на топовых моделях). Также имеется система окружающего освещения с 256 цветами. Топовые модели имеют лидары, а сенсорные экраны работают на чипах Qualcomm Snapdragon 8650. Передние сиденья во всех комплектациях регулируемые, с подогревом и вентиляцией.

## Технические характеристики
Как и в случае с B10, напряжение бортовой системы B01 составляет 800 В. Базовые модели оснащены электродвигателем мощностью 132 кВт (177 л. с.), расположенным на задней оси, и литий-железо-фосфатным аккумулятором ёмкостью 56,2 кВт⋅ч, в то время как другие модели оснащены электродвигателем мощностью 160 кВт (215 л. с.), также расположенным на задней оси, и литий-железо-фосфатным аккумулятором ёмкостью 56,2—67,1 кВт⋅ч. Запас хода на одной зарядке варьируется от 510 до 600 км. Зарядка постоянным током от 30% до 80%, независимо от аккумулятора, составляет около 20 минут.